# Ударная армия

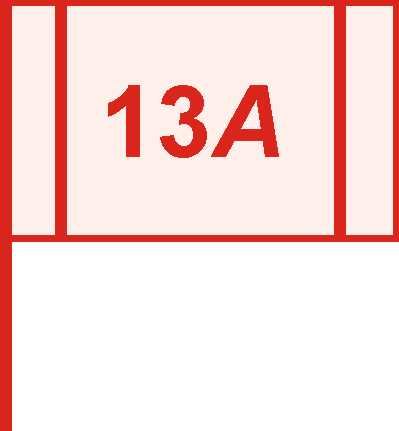
Советский (русский) условный (знак) армия, применяемое в документах, для ударной армии, вписывается сокращённое наименование — УА, с её №.

Уда́рная армия (УА) — войсковое объединение РККА, в составе Вооружённых сил СССР, во время Великой Отечественной войны.
Входили в состав ряда фронтов и предназначались для разгрома группировок противника на важнейших (главных) направлениях, являлись усиленными армиями. По сравнению с обычной армией в них было больше танков, орудий и миномётов. В их состав включались танковые, механизированные, кавалерийские корпуса.

## Назначение
Для действия на главном (важнейшем) направлении (направлении главного удара) в ряде операций Великой Отечественной войны использовались усиленные армии, которые именовались, как и в 1930-е годы, ударными армиями.

На решающих направлениях фронта действуют ударные армии или главные группировки фронта. Каждая ударная армия должна располагать такими силами и средствами подавления, которые обеспечивали бы ей осуществление оперативного прорыва фронта противника и вместе с тем — надёжное преодоление всей оперативной глубины обороны. Обычно она имеет в своём составе 4 — 5 стрелковых корпусов, до 7 — 9 ап (артиллерийских полков), АРГК, 3 — 5 тбр (танковых бригад), 2 — 3 авиадивизии. Общий фронт наступления такой армии может дойти до 50 — 70 километров (км).

На вспомогательных направлениях действуют армии с более слабым составом. Их боевой состав не превысит 2 — 3 стрелковых корпусов при фронте действия в 60 — 100 км.

Следовательно, для организации наступления на фронте 400—450 км потребуется 3 — 4 ударных и 1 — 2 вспомогательных армий.

Для развития тактического прорыва в оперативный прорыв, ударным армиям необходимо придавать группы подвижных войск. Состав последних будет определяться их ролью и предназначением; обычно в качестве эшелона развития прорыва на каждую ударную армию потребуется до одного мехкорпуса или усиленного кавкорпуса.— Из доклада «Характер современной наступательной операции» командующего войсками Киевского особого военного округа генерала армии Г. К. Жуков, Материалы совещания высшего руководящего состава РККА (23 — 31 декабря 1940 года).

## Состав
Основу ударной армии составляли стрелковые дивизии и бригады. Всего, в пересчёте на стрелковые дивизии, в 1943—1945 годы в составе ударной армии насчитывалось до 20 стрелковых дивизий (обычная армия 9 — 12 дивизий). Ударная армия имела больше танков и артиллерии, чем обычные армии (общевойсковые), в ряде операций в их состав включались механизированные, танковые и кавалерийские корпуса. Некоторые ударные армии имели бронепоезда, а в зимнее время — аэросанные части и подразделения.

Таким образом, ударная армия будет иметь в своём составе до 5 стрелковых корпусов (15 — 16 сд), 3 — 5 танковых бригад, 6 — 7 полков гап, 2 — 3 полка пап, 6 минбатов, 7 — 8 зад, 2 — 3 полка истребителей, 4 — 5 полков бомбардировщиков, 2 — 3 полка штурмовиков. В качестве подвижной группы — 1 усиленный кавкорпус или мехкорпус.
— Из доклада, "Характер современной наступательной операции", командующего войсками Киевского особого военного округа генерала армии Г. К. Жуков, Материалы совещания высшего руководящего состава РККА (23-31 декабря 1940 года)

## Формирование
Ударные армии создавались с ноября 1941 года. К концу декабря 1942 года были созданы пять ударных армий:
- три в резерве Ставки ВГК (1-я, 3-я и 5-я ударные армии)
- одна на Северо-Западном фронте (4-я ударная армия)
- одна на Волховском фронте (2-я ударная армия)

По состоянию на середину 1980-х годов, несколько армий (3-я и 20-я гвардейская в составе Группы советских войск в Германии, 11-я гвардейская в Прибалтийском военном округе и 28-я в Белорусском военном округе) по соотношению мотострелковых и танковых дивизий в своём составе являлись ударными.

### История
Когда появились первые ударные армии, некоторое время рассматривался вариант создания специального знака для них, как и для гвардейских формирований. Проектный знак представлял собой венок, сплетённый из дубовых с правой стороны и лавровых с левой листьев, в центре которого были изображены скрещённые карабин и пистолет-пулемёт с наложенной красной звездой с аббревиатурой «СССР». Впоследствии от идеи создания такого знака отказались, поскольку ударных армий было всего пять, а эскиз не отвечал требованиям момента.